# سلمان (فيروزكوه)
سلمان (بالفارسية: سلمان) هي قرية تقع في قسم دوبلوك الريفي في إيران. يقدر عدد سكانها بـ 101 نسمة بحسب إحصاء 2016.